# Parosteodes
Parosteodes là một chi bướm đêm thuộc họ Geometridae.